# Arhopala apha
Arhopala apha är en fjärilsart som beskrevs av De Nicéville 1895. Arhopala apha ingår i släktet Arhopala och familjen juvelvingar. Inga underarter finns listade i Catalogue of Life.